# Cacia bispinosa
Cacia bispinosa là một loài bọ cánh cứng trong họ Cerambycidae.